# Could've Been
«Could've Been» es una canción interpretada por la cantante estadounidense Tiffany, incluida en su álbum debut homónimo. Escrita por Lois Blaisch y producida por George Tobin, se publicó como el tercer sencillo del álbum en noviembre de 1987. Alcanzó el puesto 1 en el Billboard Hot 100 durante 2 semanas consecutivas, también alcanzó el 1 en el Adult Contemporary de los Estados Unidos.

## Video musical
El video fue grabado en un concierto de octubre de 1987. En él se muestra cantando la canción frente al escenario, otra versión lanzada en UK también se puede ver en Youtube.

## Lista de canciones
7" Single and Cassette Single
Could've Been — 4:00
The Heart Of Love — 3:57

## Posicionamiento en listas

### Semanales
| País           | Lista                        | Mejor posición |           |
| 1987-1988      | 1987-1988                    | 1987-1988      | 1987-1988 |
| -------------- | ---------------------------- | -------------- | --------- |
| Australia      | ARIA Singles Chart           | 8              |           |
| Bélgica        | Ultratop 40 (Flanders)       | 17             |           |
| Canadá         | Canadian Singles Chart       | 1              |           |
| Irlanda        | IRMA                         | 1              |           |
| Japón          | Oricon                       | 66             |           |
| Nueva Zelanda  | Top 40 Singles               | 21             |           |
| Países Bajos   | Mega Single Top 100          | 21             |           |
| Suecia         | Sverigetopplistan            | 7              |           |
| Reino Unido    | UK Singles Chart             | 4              |           |
| Estados Unidos | Billboard Adult Contemporary | 1              |           |
| Estados Unidos | Billboard Hot 100            | 1              |           |

- Datos: Q1136944